# Neolamarkizm
Neolamarkizm – jeden z kierunków ewolucjonizmu, przeciwstawiający się darwinizmowi, negując bądź ograniczając znaczenie doboru naturalnego w procesie ewolucji organizmów. Od klasycznego lamarkizmu przejął tezę o dziedziczeniu cech nabytych, a poznanie czynników i mechanizmów ewolucji ograniczył do wyjaśnienia przyczyn dziedzicznej zmienności.
Za twórcę neolamarkizmu uznaje się Nägeliego, który swoje poglądy opublikował w 1864 r. w dziele pt. Mechaniczno-fizjologiczna teoria ewolucji (Mechnisch-physiologische Theorie der Abstammungslehre).
Nägeli zachował typową dla lamarkizmu dwoistość mechanizmów ewolucji dla roślin i zwierząt dysponujących układem nerwowym. Rośliny przystosowują się do otoczenia pod wpływem bodźców zewnętrznych np. rurki ich kwiatów wydłużają się pod wpływem drażnienia ich przez owady usiłujące się dostać do wnętrza. Zwierzęta korzystają ze zmysłów i u nich powszechnie (w przeciwieństwie do roślin) można znaleźć przystosowania barwy i kształtu (ubarwienie ochronne) wynikające z chęci ukrycia się. Nabyte właściwości podlegają dziedziczeniu. Nowością jest wyróżnienie cech ogólnych (umożliwiających życie na pewnym etapie rozwoju – inny etap mają ssaki, inny owady) oraz cech podlegających zmianom przystosowawczym. Zmiany przystosowawcze pozwalają tworzyć się nowym gatunkom, ale nie pozwalają nigdy na skok organizacyjny, umożliwiający np. płazowi osiągnięcie etapu gada. Taki skok zapewnia wewnętrzna siła dążenia do doskonalenia się. Doskonalenie się jest specyficzną właściwością materii żywej i wynika z jej fizykochemicznych właściwości, czego przejawem jest odpowiedni stopień komplikacji micelli (to one osiągając odpowiedni stopień komplikacji umożliwiają osiągnięcie następnego, wyższego etapu rozwojowego, przykładowo wspomniany już przeskok płaza do etapu gada).
Ogólnie rzecz ujmując siła ta tkwi w cytoplazmie (bez mikroskopu elektronowego cytoplazma była wtedy wielką niewiadomą) występującej w każdej komórce i będącej podstawą procesów życiowych a więc również zmienności i dziedziczności. Jej micellarna budowa wewnętrzna jest specyficzna gatunkowo i podlega zmianom czysto fizykochemicznym. Najważniejsze są komórki rozrodcze – z jednej takiej komórki może powstać pełny organizm; z jaja kury – kura, z jaja ryby – ryba, itd. Przenoszeniem cech zajmuje się idioplazma zawierająca micelle. Reszta plazmy tzw. stereoplazma nie przenosi wiadomości o budowie ciała. Powstanie każdej cechy organizmu jest uwarunkowane przez specyficzny układ micelli w idioplazmie. Ich przemiany lub kombinacje umożliwiają kształtowanie się odpowiednich organów w zależności od skomplikowania micelli zawartych w cytoplazmie. Micelle powoli, ale stale ulegają postępowym przemianom i to one umożliwiają ewolucję wyższego rzędu. Micelle (będące na różnym etapie rozwoju wynikającym z warunków i doświadczenia życiowego) są przekazywane podczas rozmnażania, przy łączeniu komórek płciowych. Zdaniem Nägeliego dzieci są zawsze doskonalsze od swoich rodziców. Pierwsze micelle powstały samoistnie i ulegały zmianom dając cały ciąg istniejących teraz i kiedyś organizmów. W następnym roku Nägeli swoją teorię uzupełnił o zaprzeczenie istnienia w jakiejkolwiek formie doboru naturalnego.
W miarę jak pojawiały się nowe fakty naukowcy starali się usilnie dostosować je do istniejących teorii, gdy się nie dawało, porzucano stare i powoływano nowe byty. Neolamarkizm Nägeliego inspirująco wpłynął na powstanie psycholamarkizmu oraz mechanolamarkizmu.
Szczególną karierę, zwłaszcza wśród paleontologów, zrobiła wywodząca się z mechanolamarkizmu teoria ortogenezy. Odkrywane przez paleontologów ślady wymarłych organizmów łatwo dawały się ułożyć w proste, jednokierunkowe ciągi. Pierwszy zwrócił na to uwagę w 1869 r. Waagen opisując  szereg rodowodowy amonitów. Sam termin ortogeneza wprowadził do naukowej literatury Haacke w 1893 r. Uznawana za rzeczywiste zjawisko, bezwzględna jednokierunkowość przebiegu ewolucji (bez żadnych wahań)  przez długi czas była głównym argumentem przeciw darwinizmowi. Ważnym tu argumentem były koniowate które, mimo że z lasu przeniosły się na stepy zachowały kierunek zmian. Ewolucja i zmienność biorące się z właściwości samego życia mają charakter przypadkowy (mutacjonizm) i tylko niektóre zmiany okazują się przydatne (mają charakter preadaptacji). I właśnie te szczególnie korzystne zmiany są kontynuowane w jednym, intensyfikującym je kierunku (K. Beurlen i później (1950) Otto Heinrich Schindewolf). Przyczynę zmian upatrywano albo w działaniu czynników zewnętrznych (środowiska) albo/i wewnątrz samej komórki, organizmu itd. O. Jaeken, Koken, Beurlen byli zwolennikami autogenicznego (czysto wewnętrznego) pochodzenia czynników ortogenezy (intrakauzalizm). Ludwig Döderlein w 1888 r. za przyczynę utrzymywania się jednego kierunku ewolucji uznał biologiczną siłę bezwładności. W oparciu o tę myśl Othenio Abel w 1928 r.  starał się stworzyć jednolite prawo biologicznej inercji.
Szybko zauważono, że kierunkowość niestety prowadzi nieuchronnie do fazy inadaptatywnej  (nieprzystosowawczej) o charakterze przerostu. Taki nadmiernie przerośnięty narząd (lub całe ciało), nie może należycie spełniać swej pierwotnej roli prowadząc w końcu do wymarcia danej linii rozwojowej. Jako przykłady hipertrofii (hipertelii, hiperspecjalizacji) przytaczano zakręcone lub przekrzyżowane  ciosy mamutów, kły kotowatego smilidona albo rogi jelenia olbrzymiego.
Neolamarkizm rozwijał się również w Rosji i w ZSRR. Nikołaj Wawiłow starał się wykazać, że o kierunku zmian decyduje zawartość chromosomów. Zwrócił on  uwagę na tzw. serie homologiczne czyli istnienie jednakowych cech u gatunków blisko spokrewnionych.  U zbóż np. Truticum vulgare, T. compactum, T. spelat, T. dicoccum zauważył istnienie form ościstych i bezościstych co uznał za dowód występowania zmian równoległych  świadczących o jednakowym potencjale wewnętrznym tych gatunków i obecności takich samych genów w tym samym miejscu (nie jest to słuszna reguła bo występuje też zjawisko konwergencji). Najbardziej znanym przedstawicielem radzieckiego neolamarkizmu był Trofim Łysenko, który jednak nie jest krytykowany za to, że się mylił (nierozumiejących Darwina było wtedy wielu, nie tylko w ZSRR), ale za to, że dla wykazania swoich racji posłużył się aparatem przymusu swego państwa.